# Choirokoitia

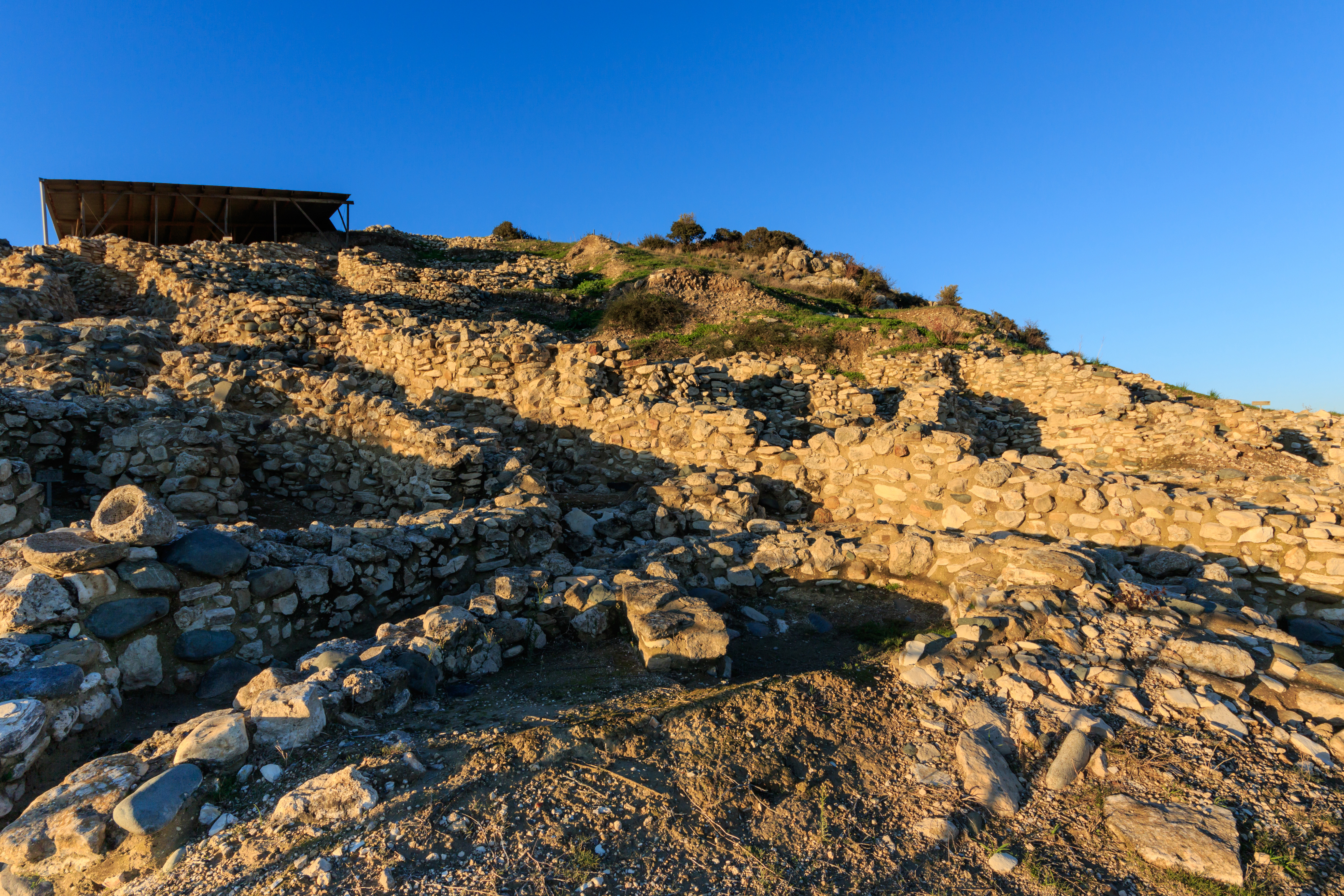

Situl arheologic de la Choirokoitia (descoperit în anul 1936) este situat în sudul insulei Cipru, la cca 32 km sud-vest de Larnaca, nu departe de autostrada Larnaca-Limassol și reprezintă cea mai mare așezare neolitică din Cipru, totodată una dintre cele mai însemnate din estul bazinului mediteranian.
Situl de la Choirokoitia a fost înscris în anul 1998 pe lista patrimoniului cultural mondial UNESCO.